# Quebec (ciudad)
Quebec (en francés: Québec o Ville de Québec) es la capital de la provincia de Quebec, ubicada al este de Canadá y fundada por Samuel de Champlain en 1608. Su centro histórico, un recinto amurallado de estilo francés del siglo XVIII (que recibe el nombre de Vieux-Québec, Viejo Quebec en español), fue declarada Patrimonio de la Humanidad por la Unesco en 1985.
Con una población de 531 902 habitantes en 2016 según Statistics Canada y con datos del censo de 2011, la ciudad es la novena más poblada del país, la segunda de la provincia homónima por población y el 50.º municipio canadiense por área. Además, su área metropolitana —la Comunidad Metropolitana de Quebec— engloba 27 municipios que alcanzan los 905 000 habitantes en una superficie de 3347,12 km². La ciudad celebró su 400.º aniversario de su fundación en el año 2008.
Es la segunda ciudad más poblada de la provincia de Quebec después de Montreal.
Está situada a orillas del río San Lorenzo en torno a una colina donde se eleva el hotel Château Frontenac (Hotel Frontenac). El clima es bastante lluvioso, con una media de 178 días lluviosos al año, 1207,7 mm de precipitación total, de la cual 337 mm son de nieve. La temperatura media anual es de 4,0 °C, siendo enero el mes más frío con temperaturas medias de -12,5 °C (-7,7/-17,3) y julio el más cálido con temperaturas medias de 19,1 °C (24,9/13,2 °C).
Quebec es una metrópolis puramente francófona, ya que el 97,4 % de la población del área metropolitana de Quebec sólo usa el idioma francés, frente a solo un 1,5 % de población anglófona, que se ven en la necesidad de aprender francés para ser entendidos. Hay una mínima población bilingüe de 0,4 % (no necesariamente de inglés y francés), y el resto pertenecen a minorías lingüísticas que no llegan al 1 %, siendo la más numerosa la de habla hispana.

## Toponimia

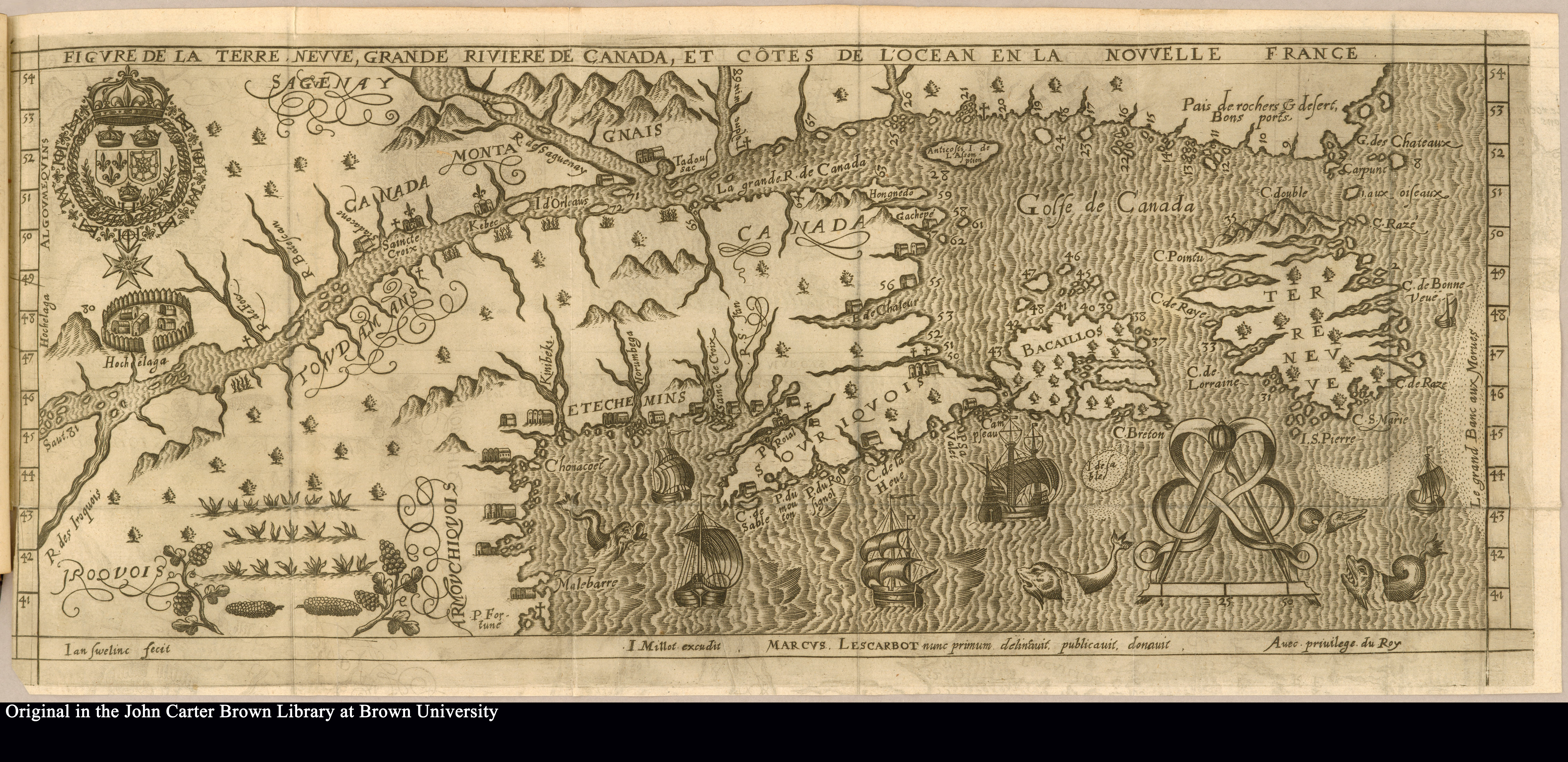
Título de la fuente: Histoire de la Nouvelle France contenant les Navigations, découvertes, & habitations faites pare les François és Indes Occidentales & Nouvelle-France ... avec les table & figure d'icelle Lugar de la fuente: A Paris: Chez Iean Milot, inquilino sa boutique sur les degrez de la grand'salle du Palais., M.DC.IX Notas cartobibliográficas: Primer mapa detallado de Canadá. La costa de Nueva Inglaterra en este mapa sigue de cerca el mapa manuscrito de Champlain, ahora en la Biblioteca del Congreso. Referencias: Burden, PD Mapping of North America, 157; Cumming, WP Descubrimiento de América del Norte, fig. 353. Área geográfica: América del Norte Notas históricas: Lescarbot había participado en la expedición de Pierre du Gua de Monts a Acadia en 1603-1607, junto con Samuel de Champlain.

El estrechamiento del río entre las ciudades de Quebec y de Lévis, en la ribera opuesta le dieron el nombre a la ciudad, Kebec una palabra de origen algonquino que significa «allá donde el río se estrecha». Otra teoría, aunque menos conocida que la anterior, afirma que el nombre de la ciudad pudo ser a causa de la confusión de Samuel de Champlain, cuando los nativos lo invitaron a bajar (Kepec) tomó esta palabra como el nombre de su región. Otra hipótesis relata que la ciudad lleva el nombre de los autóctonos que habitaban cerca de la región, los «ebik», actualmente conocidos como «montañeses».
Se consideraron otros dos nombres para la ciudad en el transcurso del tiempo. Champlain la denominó, a los pocos años de la fundación, con el nombre de Ludovica, en honor al rey Luis XIII, soberano francés de la época. También se denominó con la palabra amerindia de Stadacona al crearse la confederación canadiense en el año 1867, para evitar la ambigüedad con el nombre de la nueva provincia de Quebec.
Las primeras ortografías francesas del nombre fueron: Quebecq (Levasseur, 1601); Kébec (Lescarbot, 1609), Quebec (Champlain, 1613). De igual forma el gentilicio ha tomado las siguientes formas históricamente: Kébécois (1935), Québeccois (1835), Quebecois (1754), Québécois (1775), Québecquois (1825), Québécuois (1910), Quebequois (1754), Québéquois, incluso Stadaconien, que recuerda el nombre amerindio de Quebec, Stadaconé.

### Denominación
En español, para diferenciar entre la ciudad y la provincia se habla de la ciudad de Quebec y de la provincia de Quebec. En francés, la provincia se llama 'le Québec' mientras que la ciudad es simplemente Québec sin el artículo. Oficialmente y según la Comisión de toponimia de Quebec, la ciudad se denomina «la Québec» (con acento agudo, sin ninguna mención a «ciudad») a nivel provincial y federal tanto en inglés como en francés. Sin embargo, es común el uso de Quebec City y de Québec City en inglés.

## Historia

### Orígenes
La ciudad de Quebec es uno de los asentamientos europeos más antiguos del Canadá. A la llegada de Jacques Cartier a la zona, en 1535, el emplazamiento de la actual Quebec era un poblado hurón llamado «Stadaconé». Es este emplazamiento al que parece referirse el nombre de Canadá. «Kanata» es una palabra en iroqués que significa «pueblo» y que era utilizada por los hurones para referirse a Stadaconé, tal como oyó Jacques Cartier.
Sin embargo, no fue hasta 1608 cuando el explorador Samuel de Champlain fundó Quebec en las inmediaciones del abandonado poblado hurón. En lengua iroquesa, Kebec significa «donde se estrecha el río», aludiendo al estrechamiento que se produce en el río San Lorenzo, al llegar a la altura de los actuales Quebec (orilla izquierda) y Lévis (orilla derecha).

### Dominio francés
Quebec fue tomada por los ingleses en 1629, los cuales se mantuvieron en la ciudad hasta 1632. Desde entonces, Quebec se convirtió en el corazón de Nueva Francia. Más de un siglo después, la ciudad cambiaría de manos de nuevo, esta vez definitivamente. En el curso de la Guerra de los Siete Años, que había comenzado en 1754, la guerra se extendió al teatro norteamericano. Durante la primera fase de la guerra, las tropas francesas, al mando del general Louis-Joseph de Montcalm, lograron varias victorias. Sin embargo, la llegada a América del general británico James Wolfe (1757) significó un cambio de tornas. En 1759, las tropas inglesas al mando de Wolfe se presentaron ante las murallas de Quebec, sometiéndola a sitio (26 de junio). El 13 de septiembre, se entabló una sangrienta batalla ante las murallas de la ciudad, que apenas duró unos treinta minutos, la batalla de las Llanuras de Abraham. Aunque el general Wolfe murió, las tropas francesas fueron derrotadas y Montcalm se retiró, moribundo a Quebec, muriendo a las pocas horas. Cinco días después, la ciudad se rindió a los británicos. Era el final de la presencia francesa en Quebec. Con la firma del Tratado de París (1763), Francia cedía formalmente a Gran Bretaña la soberanía sobre Nueva Francia.

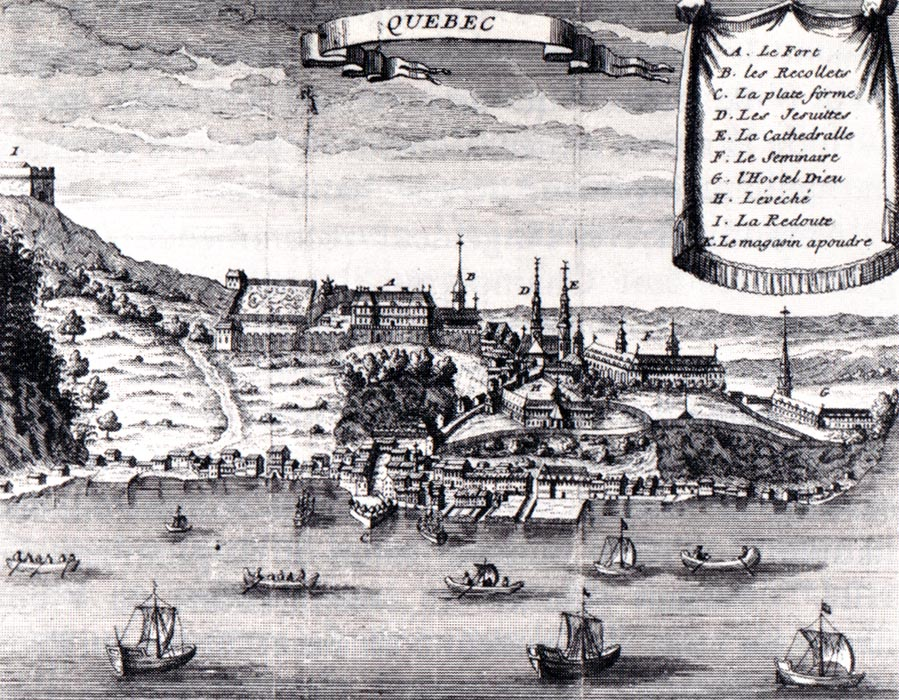
Quebec en 1700.

### Dominio británico
Durante la Guerra de Independencia de los Estados Unidos, la guarnición británica en Quebec fue atacada por tropas estadounidenses en la Batalla de Quebec. La derrota de los estadounidenses terminó con las esperanzas de éstos de que Canadá se sumase a la rebelión.
La ciudad de Quebec fue la capital de Canadá de 1859 a 1865. Tras la formación de la provincia de Canadá, la capital fue trasladada sucesivamente a Kingston y a Montreal. Con la creación del Dominio del Canadá, en 1867, la capital se trasladó a Ottawa. En Quebec tuvo lugar la Conferencia de Quebec (1844), una de las conferencias de la serie de conversaciones que dio lugar a la promulgación de la Ley de la Norteamérica Británica y la creación de la Confederación del Canadá (1867).

### SiglosXXyXXI
En la Segunda Guerra Mundial se mantuvieron dos conferencias en Quebec. La primera en 1943 con Franklin Delano Roosevelt (presidente de Estados Unidos), Winston Churchill (primer ministro del Reino Unido), Mackenzie King (primer ministro de Canadá) y Tse-ven Soong (ministro de Asuntos Exteriores de China). La segunda se celebró en 1944 y estuvieron presentes Churchill y Roosevelt. Estas se mantuvieron en los edificios del Citadelle y del cercano Palacio de Frontenac.
En abril de 2001, la ciudad recibió la Cumbre de las Américas para discutir el Área de Libre Comercio de las Américas; fue escenario también de manifestaciones anti globalización masivas, provocadas por la cumbre y por la decisión de instalar una pared en torno a una porción grande de la ciudad histórica con una cerca vallada de cuatro metros de alto durante la misma. Los cuerpos de policía fueron acusados extensamente del uso excesivo de la fuerza durante estas manifestaciones.
El 1 de enero de 2002, la ciudad de Quebec y otros doce municipios de la Comunidad Urbana de Quebec se unieron a la nueva ciudad de Quebec («megaciudad»), que se dividió en ocho distritos y desde el 2009 en solo seis.
El histórico edificio militar del siglo XIX perteneciente al 22.º Regimiento Real —uno de los más emblemáticos de esta ciudad canadiense— quedó casi reducido a cenizas después de sufrir un voraz incendio el domingo 6 de abril de 2008 en la víspera de la celebración del 400.º aniversario de la fundación de la ciudad de Quebec. El edificio, construido en 1884 y que alojaba un museo, se derrumbó dos horas después de iniciado el fuego, quedando en pie tan sólo las paredes exteriores.

### Racismo sistémico
Con el objetivo de civilizar y cristianizar a las poblaciones aborígenes en la ciudad de Quebec, en el siglo XIX se desarrolló un sistema de 'escuelas industriales' que combinaba estudios académicos con «cuestiones más prácticas» y las escuelas para nativos comenzaron a aparecer en la década de 1840 en toda la ciudad. A partir de 1879, estas escuelas siguieron el modelo de la Carlisle Indian School en Pensilvania, cuyo lema era «Mata al indio que hay en él y salva al hombre». Se consideró que el arma más eficaz para «matar al indio» en ellos era sacar a los niños de sus pueblos y, por lo tanto, los niños nativos eran alejados de sus hogares, sus padres, sus familias, amigos y comunidades. Privándolos de sus idiomas ancestrales, sometidos a esterilización forzada y exponiendo a muchos de ellos al abuso físico y sexual por parte de miembros del personal.
El racismo sistémico en la ciudad de Quebec se evidencia en actitudes racistas de la sociedad Quebequense, así como la negligencia gubernamental en el incumplimiento de políticas y estándares de derechos humanos de las Naciones Unidas. En 2020, en un video grabado por la propia víctima, se mostró al personal de un hospital en la ciudad de Joliette burlándose y haciendo comentarios sexistas a Joyce Echaquan, una mujer indígena atikamekw que finalmente murió. Líderes indígenas han descrito que el video expone las sombrías realidades del racismo sistémico que durante mucho tiempo han sido ignorado o reprimido en todo Canadá.
La islamofobia se ha manifestado como vandalismo de mezquitas, asesinatos y agresiones físicas contra musulmanes, incluida la violencia contra las mujeres musulmanas que llevan el hijab o el niqab. En enero de 2017, seis musulmanes murieron en tiroteo en una mezquita de la ciudad de Quebec. El número de incidentes islamófobos ha aumentado significativamente entre 2015 y 2017.
La comunidad de inmigrantes procedente de América Latina ha sido víctima de racismo, discriminación y ataques. Algunos inmigrantes han reportado discriminación laboral por el acento, y dificultades para ocupar cargos de jerarquía superior. Como el racismo abierto es prohibido por ley, se ha transformado en un tipo de racismo más sutil, institucional que se traduce en la dificultad para la comunidad latina en encontrar empleo, espacios de trabajo y educativos de respeto. Diferentes miembros de la comunidad latina de la ciudad de Quebec han reportado dificultades para acceder a servicios de salud, préstamos de vivienda y a cualquier trámite que involucre ser atendido por una persona, como carta de transporte, de seguro social, permiso para conducir, entre otros.

### Capital nacional
Quebec históricamente ha sido capital de varios territorios:
- Desde 1608 hasta 1627 y desde 1632 hasta 1763 fue la capital de la Nueva Francia;
- Desde 1763 hasta 1791 fue la capital de la provincia de Quebec;
- Desde 1791 hasta 1841 fue la capital del Bajo Canadá;
- Desde 1852 hasta 1856 y desde 1859 hasta 1866 fue la capital de la Provincia Unida de Canadá;
- Hoy sigue siendo la capital nacional de Quebec.[22][23][24][25]

## Geografía

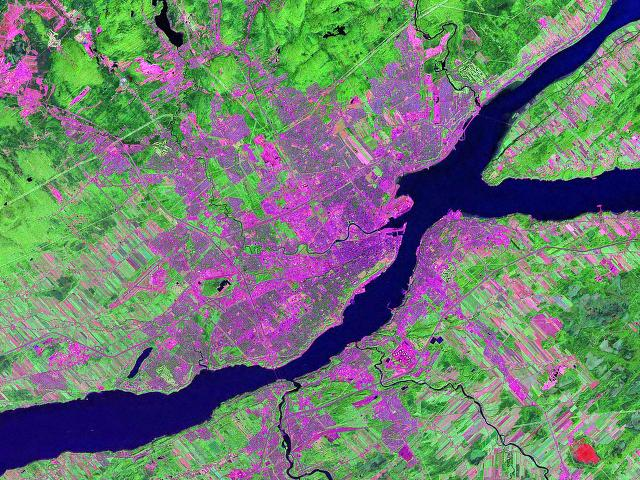
Vista satelital de la ciudad de Quebec a orillas del río San Lorenzo.

Quebec está ubicada en la orilla norte del río San Lorenzo y su territorio se ha extendido a ambos lados de la desembocadura del río San Carlos. La región es de tierras bajas y planas. El valle del río tiene tierra fértil y cultivable, lo que hace de esta región la más fértil de la provincia. Los montes Laurentinos se encuentran al norte de la ciudad. Al noreste se encuentra la isla de Orleans (Île d'Orléans).
El centro de la ciudad está dividido en dos partes: la ciudad alta (haute-ville) y la ciudad baja (basse-ville), las cuales están separadas por una pendiente inclinada y son conectadas por un ascensor y por un sistema de escaleras. La ciudad baja, además, abriga el antiguo puerto de la ciudad. El centro de la ciudad y los suburbios se dividen en seis distritos enclavando tres municipalidades: la ciudad de L'Ancienne-Lorette, la feligresía de Notre-Dame-des-Anges y la reserva amerindia de la comunidad hurona de Wendake.

### Topografía
La topografía de la ciudad constituye, por un extremo, la colina de Quebec, donde se encuentran los municipios de Sainte-Foy - Sillery - Cap-Rouge y La Cité-Limoilou (en parte), y por el otro extremo, la ladera de Beauport, que influyó fuertemente en la ocupación del territorio.
La colina de Quebec y la ladera han experimentado desarrollos sucesivos muy diversos desde el comienzo de la colonización hasta los últimos tiempos. En la cima de la colina, la sucesión de vecindarios desde el Viejo Quebec hacia el oeste no solo refleja diferentes períodos de urbanización, sino que también nos permite comprender la constitución progresiva de Upper Town. Esta denominación encuentra toda su fuerza y su significado en contraste con la Ciudad Baja, que se desarrolló al pie del cabo Diamant y en contacto directo con los ríos San Lorenzo y San Carlos.
La demarcación entre la ciudad alta y la ciudad baja siempre ha sido tan sociológica como topográfica, la meseta acoge a las familias más ricas (aparte del distrito de clase trabajadora de Saint-Jean-Baptiste) mientras que las clases trabajadoras y desfavorecidas vivían principalmente en el fondo de la ciudad, tanto en el lado sur (Cap-Blanc) como en el lado norte (Saint-Roch, Saint-Sauveur y Limoilou).
| Nombre                     | Altura | Coordenadas                                   |
| -------------------------- | ------ | --------------------------------------------- |
| Montagne des Trois Sommets | 572 m  | 46°56′36″N 71°14′53″O / 46.943345, -71.248051 |
| Mont Bélair                | 485 m  | 46°49′23″N 71°29′38″O / 46.823, -71.494       |
| Mont Brillant              | 447 m  | 46°53′58″N 71°26′50″O / 46.899311, -71.447159 |
| Montagne des Ormes         | 420 m  | 46°56′00″N 71°17′39″O / 46.933292, -71.294048 |
| Mont Roland-J.-Auger       | 340 m  | 46°50′49″N 71°28′21″O / 46.847041, -71.472623 |
| Mont Irma-LeVasseur        | 322 m  | 46°54′05″N 71°20′15″O / 46.901502, -71.337457 |
| Mont des Épinettes noires  | 368 m  | 46°54′58″N 71°16′23″O / 46.916059, -71.273105 |
| Colline de Québec          | 105 m  | 46°46′19″N 71°18′07″O / 46.772, -71.302       |

### Hidrografía
Además del río San Lorenzo, enorme cauce de agua que modela la vida de los quebequeses, la ciudad de Quebec posee otros accidentes hidrográficos destacables y cinco zonas o cuencas hidrográficas (todas desembocando en el río San Lorenzo): El río San Carlos (cuya cuenca hidrográfica es la más poblada de la provincia de Quebec y la más extensa de la ciudad) nace en el lago San Carlos (Lac Saint-Charles) y atraviesa el centro geográfico de la ciudad; las cuencas del río Beauport y del río Montmorency al este y nordeste de la ciudad; las cuencas de los ríos Cap-Rouge y Jacques-Cartier al oesnoroeste de la ciudad.

### Clima
Con una precipitación anual de 1230 mm, la ciudad de Quebec se encuentra en la zona climática continental húmeda de la provincia, que pertenece al dominio templado. Su clima tiene una influencia más oceánica que la de Montreal, proveniente de los Grandes Lagos. También se caracteriza por cuatro estaciones bien definidas. La diferencia de temperatura promedio anual es de 32 °C, -12,8 °C en enero, 19,3 °C en julio (promedio día/noche). Los veranos son calurosos y húmedos, con temperaturas de hasta 35 °C (durante los calurosos días de verano la humedad hace que el calor sea más extremo) e inviernos sumamente fríos, con temperaturas mínimas de hasta -35 °C con abundantes nevadas.
La temperatura más alta registrada, 38,6 °C, se observó el 15 de julio de 2013 en la estación meteorológica de Beauport. La temperatura más baja registrada se observó el 14 de enero de 2015 a -36,7 °C. Tenga en cuenta que en los suburbios del norte de la ciudad y en Beauce, en la orilla sur del río, regiones mucho más protegidas del viento que sopla con frecuencia en el valle de San Lorenzo, la temperatura puede bajar excepcionalmente a unos extremos -45 °C y subir a 35 °C durante la temporada de verano, pasando la marca de 30 grados hasta veinte veces durante el verano, la ciudad observa como este récord se rompe quince veces durante la temporada de verano. En estas mismas regiones, lejos del río, podemos ver el termómetro corriendo y a menudo empujando el mercurio 8 °C más que en el centro de la ciudad (durante la primavera), cuando el valle de St. Laurent es barrida por los vientos del noreste. Traen aire frío del golfo de San Lorenzo, donde las aguas son hasta 15 grados más frías que las del río entre Montreal y la isla de Orleans, al este de Quebec.
Los meteorólogos a menudo describen las temperaturas que se sienten en Quebec teniendo en cuenta los índices de enfriamiento del viento e índice de humedad. El viento más fuerte se alcanzó el 12 de febrero de 1967, que registró -52,4 °C. En cuanto al índice de humedad más alto, fue alcanzó el valor de 49,3 el 1 de agosto de 1975 y 50 el 2 de julio de 2002. Entre las dos estaciones, hay otoño y primavera, con lluvias frecuentes y algunas nevadas.
En verano, el clima es generalmente soleado, pero cuando el aire es cálido y húmedo, se desencadenan tormentas eléctricas severas al pasar de los frentes fríos. La primera nevada generalmente llega súbitamente en octubre o noviembre, y la nevada continua generalmente comienza a partir del 22 de noviembre y termina aproximadamente el 16 de abril (datos de Environment Canada).
Durante el invierno de 2006-2007, Quebec experimentó largos períodos de temperatura muy por encima del promedio y no comenzó su nevada continua sino hasta mediados de enero. En el invierno de 2015-2016, el frío mostró sus dientes solo a partir del 15 de febrero, pero duró hasta finales de abril, diciembre de 2015, al igual que septiembre del mismo año, después de haber sido el más caluroso en un siglo. Por el contrario, el invierno de 2007-2008 vio un aumento en el número de tormentas de nieve y se rompió el récord de nevadas, con más de 550 cm recibidos.
Una de las tormentas invernales más notables que azotaron Quebec fue la de marzo de 1971 y fue apodada «la tormenta del siglo». Ella vio una réplica al año siguiente, 22 y 23 de marzo de 1972, este último no había afectado el sur de Quebec, pasó desapercibida para los entusiastas de las estadísticas. En las tormentas memorables, no debemos olvidar el del 20 al 22 de febrero de 1997 (52 cm), el 16 de diciembre de 2003 (55 cm), sin olvidar el 3 y 16 de diciembre de 2007 (43 cm cada uno) y finalmente el 8 y 9 de marzo de 2008 con sus 45 cm. Cabe señalar que las últimas tres tablas mencionadas pertenecen a la famosa temporada 2007-2008 que vio a Quebec recibir 558 cm de nieve. La profundidad promedio de la nieve en el suelo generalmente alcanza su máximo (80 cm en promedio) hacia fines de febrero, incluso a principios de marzo. La capa más gruesa alcanzó 165 cm el 23 de febrero de 1976.
| Parámetros climáticos promedio de Sainte-Foy, Quebec City (Aeropuerto Internacional Jean-Lesage de Quebec), normales 1981–2010, extremos 1875–presente | Parámetros climáticos promedio de Sainte-Foy, Quebec City (Aeropuerto Internacional Jean-Lesage de Quebec), normales 1981–2010, extremos 1875–presente | Parámetros climáticos promedio de Sainte-Foy, Quebec City (Aeropuerto Internacional Jean-Lesage de Quebec), normales 1981–2010, extremos 1875–presente | Parámetros climáticos promedio de Sainte-Foy, Quebec City (Aeropuerto Internacional Jean-Lesage de Quebec), normales 1981–2010, extremos 1875–presente | Parámetros climáticos promedio de Sainte-Foy, Quebec City (Aeropuerto Internacional Jean-Lesage de Quebec), normales 1981–2010, extremos 1875–presente | Parámetros climáticos promedio de Sainte-Foy, Quebec City (Aeropuerto Internacional Jean-Lesage de Quebec), normales 1981–2010, extremos 1875–presente | Parámetros climáticos promedio de Sainte-Foy, Quebec City (Aeropuerto Internacional Jean-Lesage de Quebec), normales 1981–2010, extremos 1875–presente | Parámetros climáticos promedio de Sainte-Foy, Quebec City (Aeropuerto Internacional Jean-Lesage de Quebec), normales 1981–2010, extremos 1875–presente | Parámetros climáticos promedio de Sainte-Foy, Quebec City (Aeropuerto Internacional Jean-Lesage de Quebec), normales 1981–2010, extremos 1875–presente | Parámetros climáticos promedio de Sainte-Foy, Quebec City (Aeropuerto Internacional Jean-Lesage de Quebec), normales 1981–2010, extremos 1875–presente | Parámetros climáticos promedio de Sainte-Foy, Quebec City (Aeropuerto Internacional Jean-Lesage de Quebec), normales 1981–2010, extremos 1875–presente | Parámetros climáticos promedio de Sainte-Foy, Quebec City (Aeropuerto Internacional Jean-Lesage de Quebec), normales 1981–2010, extremos 1875–presente | Parámetros climáticos promedio de Sainte-Foy, Quebec City (Aeropuerto Internacional Jean-Lesage de Quebec), normales 1981–2010, extremos 1875–presente | Parámetros climáticos promedio de Sainte-Foy, Quebec City (Aeropuerto Internacional Jean-Lesage de Quebec), normales 1981–2010, extremos 1875–presente |
| Mes | Ene. | Feb. | Mar. | Abr. | May. | Jun. | Jul. | Ago. | Sep. | Oct. | Nov. | Dic. | Anual |
| --- | --- | --- | --- | --- | --- | --- | --- | --- | --- | --- | --- | --- | --- |
| Temp. máx. abs. (°C) | 11.1 | 11.7 | 18.3 | 29.9 | 33.0 | 34.4 | 36.1 | 35.6 | 33.9 | 28.3 | 22.9 | 15.0 | 36.1 |
| Temp. máx. media (°C) | −7.9 | −5.6 | 0.2 | 8.3 | 17.0 | 22.3 | 25.0 | 23.6 | 17.9 | 11.1 | 2.9 | −4.2 | 9.2 |
| Temp. media (°C) | −12.8 | −10.6 | −4.6 | 3.7 | 11.2 | 16.4 | 19.3 | 18.1 | 12.7 | 6.6 | −0.7 | −8.6 | 4.2 |
| Temp. mín. media (°C) | −17.7 | −15.6 | −9.4 | -1.0 | 5.4 | 10.5 | 13.5 | 12.5 | 7.5 | 2.0 | −4.2 | −12.8 | −0.8 |
| Temp. mín. abs. (°C) | −36.7 | −36.1 | -30.0 | −18.9 | −7.8 | −0.6 | 3.9 | 2.2 | −4.8 | -10.0 | −26.1 | −35.6 | −36.7 |
| Precipitación total (mm) | 86.6 | 74.5 | 76.1 | 83.5 | 115.9 | 111.4 | 121.4 | 104.2 | 115.5 | 98.3 | 102.5 | 99.9 | 1189.7 |
| Lluvias (mm) | 22.7 | 15.2 | 30.2 | 67.5 | 115.9 | 111.4 | 121.4 | 104.2 | 115.5 | 94.6 | 69.1 | 31.7 | 899.3 |
| Nevadas (cm) | 71.9 | 63.6 | 46.4 | 13.2 | 0.0 | 0.0 | 0.0 | 0.0 | 0.0 | 3.2 | 32.7 | 72.4 | 303.4 |
| Días de precipitaciones (≥ 0.2 mm) | 17.1 | 14.3 | 13.4 | 12.1 | 15.4 | 13.4 | 13.5 | 13.4 | 13.4 | 14.4 | 16.0 | 18.5 | 174.9 |
| Días de lluvias (≥ 0.2 mm) | 3.0 | 2.4 | 4.7 | 10.4 | 15.3 | 13.4 | 13.5 | 13.4 | 13.4 | 14.1 | 10.1 | 4.5 | 118.2 |
| Días de nevadas (≥ 0.2 cm) | 16.3 | 13.2 | 10.5 | 4.3 | 0.13 | 0.0 | 0.0 | 0.0 | 0.0 | 1.0 | 8.1 | 16.6 | 70.1 |
| Horas de sol | 98.9 | 121.2 | 152.0 | 170.6 | 211.1 | 234.7 | 252.3 | 232.0 | 163.0 | 122.0 | 76.6 | 81.9 | 1916.3 |
| Humedad relativa (%) | 67.8 | 64.6 | 60.7 | 55.9 | 51.6 | 56.0 | 59.1 | 59.1 | 61.8 | 63.1 | 70.4 | 73.2 | 61.9 |
| Fuente: Environment Canada, extremos 1875–1959 y Weather Atlas                                                                                         | | | | | | | | | | | | | |

### Distritos
El 1 de enero de 2002 los 12 pueblos antiguos fueron anexados por la ciudad de Quebec. Esta fue una de las varias fusiones municipales que tuvieron lugar en esta fecha. Tras un referéndum de escisión, el 1 de enero de 2006 L'Ancienne-Lorette y Saint-Augustin-de-Desmaures se reconstituyeron como municipios independientes, pero los otros municipios anteriores siguen siendo parte de la ciudad de Quebec. El 1 de noviembre de 2009, la ciudad reorganizó sus municipios, lo que reduce el número de 8 a 6. A partir de 2011 la ciudad cuenta con treinta y cinco distritos en seis condados. En la mayoría de los casos el nombre del distrito es similar a una ciudad o pueblo histórico que reemplazó. Los distritos eligen su propio consejo, y son parte de las consultas públicas con el gobierno de la ciudad.

Distritos de Quebec después del 1 de noviembre de 2009.

| Arrondissement (distritos)   | Antiguas ciudades                                              |
| ---------------------------- | -------------------------------------------------------------- |
| La Cité-Limoilou             | Ciudad de Quebec                                               |
| Les Rivières                 | Ciudad de Quebec, Vanier                                       |
| Sainte-Foy-Sillery-Cap-Rouge | Sainte-Foy, Sillery y Cap-Rouge                                |
| Charlesbourg                 | Charlesbourg                                                   |
| Beauport                     | Beauport                                                       |
| La Haute-Saint-Charles       | Lac-Saint-Charles, Loretteville, Saint-Émile, Ciudad de Quebec |
| Limoilou                     | Ciudad de Quebec                                               |
| Laurentien                   | Val-Bélair, Sainte-Foy                                         |

## Demografía
Según el censo de 2016, había 531 902 personas residiendo en la ciudad de Quebec, 800 296 en el área metropolitana. De la población censada en 2011, el 48,2 % eran hombres y el 51,8 % mujeres. Los niños menores de cinco años representaban aproximadamente el 4,7 % de la población residente en la ciudad. Esto se compara con el 5,2 % en la provincia de Quebec y el 5,6 % para Canadá en general.
La ciudad de Quebec y su región circundante son mayoritariamente francófonos. La gran mayoría de los residentes de la ciudad tiene el francés como lengua materna. La comunidad anglófona alcanzó su punto máximo en términos relativos durante la década de 1860, cuando el 40 % de los residentes de la ciudad eran de habla inglesa. Hoy en día los anglófonos representan sólo el 1,5 % de la población de la ciudad y su área metropolitana. Sin embargo el carnaval anual de Quebec atrae tanto a turistas francófonos y anglófonos por igual, por lo que la población anglófona aumenta considerablemente durante la duración del evento.
De acuerdo con el sitio web «Statistics Canada», 94,55 % de la población de la ciudad de Quebec habla francés como su lengua materna, aunque más de un tercio habla francés e inglés.
En 2001 el 13,0 % de la población residente en la ciudad estaba en edad de jubilación (65 años para hombres y mujeres). La edad media es de 39,5 años de edad.
En los cinco años transcurridos entre 2006 y 2011 la población de la ciudad aumentó un 6,5 %, en comparación con un aumento del 4,9 % en la provincia de Quebec. La densidad de población promedio es de 228,6 habitantes por kilómetro cuadrado.
De acuerdo con el censo de 2001 más del 90 % de la población es católica. La ciudad también tiene pequeñas comunidades de protestantes, musulmanes y judíos.

## Economía
La mayoría de los puestos de trabajo en la ciudad se concentran en la administración pública, defensa, servicios, comercio, transporte y turismo. Como capital provincial, la ciudad se beneficia de ser un centro regional de administración y servicios: así, el gobierno provincial es el mayor empleador de la ciudad, empleando a 27 900 personas a partir de 2007. CHUQ (la red hospitalaria local) es el mayor empleador institucional, con más de 10 000 empleados en 2007. En 2008, la tasa de desempleo fue del 4,5 %, muy por debajo de los promedios provinciales y nacionales (7,3 % y 6,6 %, respectivamente). En 2011 dicha tasa se situaba en 5,8 %. A pesar del aumento de desempleo, Quebec era la cuarta ciudad con la tasa más baja de Canadá.
Alrededor del 10 % de los empleos son proporcionados por el sector manufacturero. Los principales productos incluyen pulpa y papel, alimentos procesados, metal, madera, artículos variados, productos químicos, equipos electrónicos y eléctricos, y materiales impresos. La ciudad alberga las sedes de diversas empresas destacadas, entre ellas: el minorista de moda La Maison Simons, las empresas de ingeniería BPR y Norda Stelo, el fondo de inversión inmobiliaria Industrial Alliance, La Capitale, Promutuel, SSQ Financial Group, Union Canadienne en el sector de los seguros, el reconocido desarrollador Ubisoft Quebec en la industria de los videojuegos, AeternaZentaris y DiagnoCure en la industria farmacéutica, Amalgame, Cossette y Vision 7 en marketing y publicidad y Institut National d'Optique (INO), EXFO y OptoSecurity en tecnología. También es la sede de la única fábrica del fabricante de cigarrillos Rothmans, Benson & Hedges.

### Centros comerciales
Varios centros comerciales de gran importancia se encuentran en la ciudad: Galeries de la Capitale (con 280 boutiques y un parque de atracciones en el interior); Laurier Québec (350 boutiques), es el centro comercial más importante del este de Canadá y la segunda atracción turística en importancia de la ciudad de Quebec; Place Sainte-Foy (135 boutiques y tiendas); y Place Fleur-de-Lys (220 boutiques tiendas). Se destaca que Laurier Québec, Place Sainte-Foy y Place-de-la-Cité son tres centros comerciales construidos uno al lado del otro formando un complejo comercial mayor.

## Cultura
La ciudad vieja (Vieux Québec), Patrimonio de la Humanidad desde 1985, constituye el sector más interesante de la ciudad. Se encuentra situada al este de las murallas y llega hasta el río San Lorenzo. La parte situada en la cima de los acantilados de Cap Diamant se denomina Haute Ville (Ciudad Alta), mientras que la a sus pies, entre los acantilados y el río es conocida como Basse Ville (Ciudad Baja).
El contorno del Vieux Québec se encuentra dominado por la mole del Château Frontenac, encaramado encima del Cap Diamant. El edificio se sitúa frente a la Terrasse Dufferin, un paseo entablado a la orilla del acantilado, ofreciendo unas hermosas vistas al río San Lorenzo. Bordeando el acantilado, la Terrasse Dufferin conduce hacia los Llanos de Abraham, el sitio donde tuvo lugar la batalla que en 1759 selló el destino de Nueva Francia, al derrotar las tropas inglesas a las francesas y tomar aquellas la ciudad de Quebec, dejando a su espalda la Ciudadela (La Citadelle), fortaleza que se alza en el punto más elevado de Cap Diamant y, en la actualidad un emplazamiento de las Fuerzas Canadienses (las fuerzas armadas canadienses) y residencia secundaria del gobernador general de Canadá. La Asamblea Nacional, la legislatura provincial de Quebec, está también cerca de la Ciudadela.
Cerca del Château Frontenac se encuentra la basílica de Notre-Dame de Quebec, catedral del arzobispado católico de Quebec. Se trata de la primera catedral construida al norte de México y la primera elevada al rango de basílica en América, así como la iglesia primada de Canadá.
La Ciudad Alta se comunica con la Baja mediante una empinada calle (Côte de la Montagne), que ofrece un atajo en forma de escalera (la Escalier Casse-Cou, literalmente la Escalera Rompecuellos) y también con un funicular. La Ciudad Baja incluye lugares como la antigua iglesia de Notre-Dame des Victoires, la iglesia más antigua de Canadá, el barrio histórico de Petit Champlain, la Place-Royal, cuna de la fundación de Quebec, el puerto, y el Musée de la Civilisation (Museo de la Civilización).
Los orígenes de la Basse-Ville se remontan a los primeros momentos de la colonia, pese a su respetable edad, rebosan de actividad (de 10 a 17), en este lugar se encontrarán tiendas de arte y artesanía, numerosos restaurantes y bares.
La Universidad Laval está localizada en el extremo occidental de la ciudad, en el distrito de Sainte-Foy. Sus orígenes se encuentran en el Seminario de Quebec, fundado por el primer obispo de Nueva Francia, San Francisco de Laval, en 1663. La facultad de Arquitectura se encuentra en la ciudad vieja, en el edificio del antiguo seminario.
Quebec es conocida también por su Carnaval de Invierno y por sus celebraciones en la festividad de San Juan Bautista. También se destaca la vista de la ciudad desde Lévis, ciudad al otro lado del río San Lorenzo.
Entre las atracciones turísticas situadas en las inmediaciones de la ciudad se encuentran las Cascadas de Montmorency y la Basílica de Sainte-Anne-de-Beaupré.

### Parques y jardines
Quebec cuenta con numerosos parques y jardines en su territorio. De hecho hay más de un centenar, entre los que destacan las Llanuras de Abraham, el Bois-de-Coulonge, las orillas del río San Carlos, el parque de las Cascadas de Montmorency, el parque la América Latina y el paseo Samuel-De Champlain en la ribera del río San Lorenzo, inaugurado en junio de 2008. Constituyó el regalo del gobierno de Quebec a su capital nacional en el 400.º aniversario de su fundación.

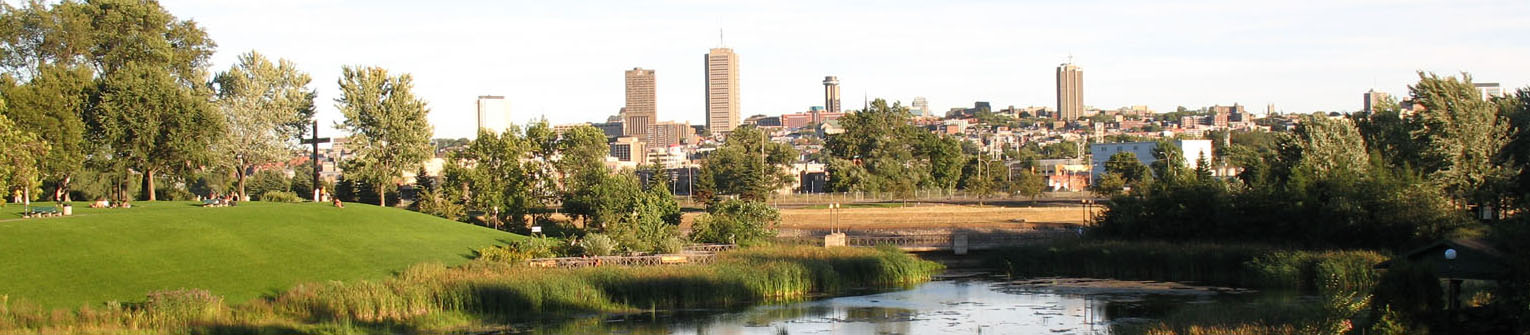
Vista panorámica del centro de Quebec desde el parque Cartier-Brébeuf y la orilla del río San Carlos.

### Museos
Entre los museos más significativos de la ciudad se encuentran los siguientes:
- Musée National des Beaux-Arts du Québec (Museo Nacional de Bellas Artes de Quebec)
- Musée de la Civilisation (Museo de la Civilización)
- Musée de l'Amérique française (Museo de la América francesa)
- Musée d'Art Inuit (Museo de Arte Inuit)
- Musée des Ursulines (Museo de las Ursulinas)
- Musée du Fort (Museo del Fuerte)

## Transporte

### Red viaria

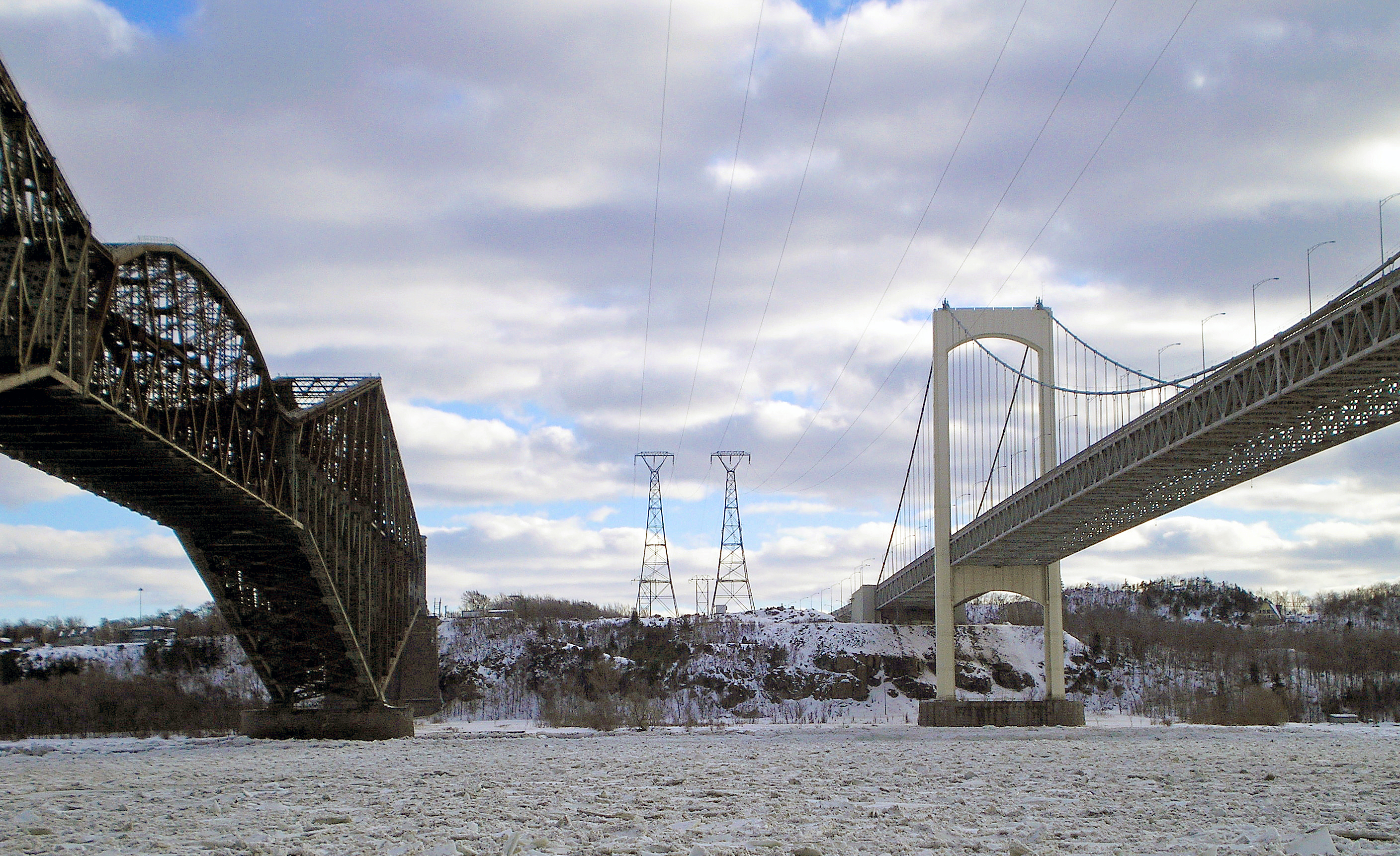
El puente de Quebec (izquierda) y el puente Pierre-Laporte (derecha) sobre el río San Lorenzo.

Existen dos puentes —el puente de Quebec (Quebec Bridge o Pont de Québec) y el puente Pierre-Laporte (Pierre Laporte Bridge o Pont Pierre-Laporte)— además de un ferry que conectan la ciudad con la localidad de Lévis y sus alrededores a través de la orilla sur del río San Lorenzo. La isla de Orleans está unida a la ciudad de Quebec mediante otro puente.
La ciudad de Quebec actúa como un importante centro de conexión de la red de carreteras de la región. La Autopista Transcanadiense (Autoroute 40) une la ciudad con Ottawa y Montreal hacia el oeste y con Sainte-Anne-de-Beaupré y Charlevoix hacia el este. Además de la 40 cabe destacar la Autoroute 20, que discurre paralela a la orilla sur del río San Lorenzo y conecta Quebec con Montreal, Toronto y las provincias marítimas de Canadá, así como la Autoroute 73, que constituye un eje principal en dirección norte-sur a través del área metropolitana, une la ciudad con las localidades quebequesas de Saint-Georges, Saguenay y Lac-Saint-Jean así como con la región de Beauce y el estado estadounidense de Maine. Todas estas rutas, junto con la una red de carreteras secundarias, suponen las principales rutas de comunicación entre la ciudad y su área metropolitana.
La Autoroute 573 o Autoroute Henri-IV une la ciudad con la base aérea de Valcartier. La Autoroute 740 o Autoroute Robert-Bourassa funciona como ruta de conexión en dirección norte-sur. La Autoroute 440 está compuesta por dos autopistas diferentes, que van de este a oeste rodeando la ciudad. Originalmente debía construirse un túnel bajo la ciudad que las uniese —entre ambas vías existe una separación de seis kilómetros— pero la infraestructura no llegó a construirse nunca y en la actualidad no hay planes de hacerlo. La sección occidental conecta las autopistas 40 y 73 con el bulevar Charest, una gran avenida que atraviesa la ciudad de este a oeste, mientras que la sección oriental enlaza el centro con Beauport y las cascadas de Montmorency. Las dos secciones de la autopista 440 se conectan gracias al mismo bulevar.

### Transporte público

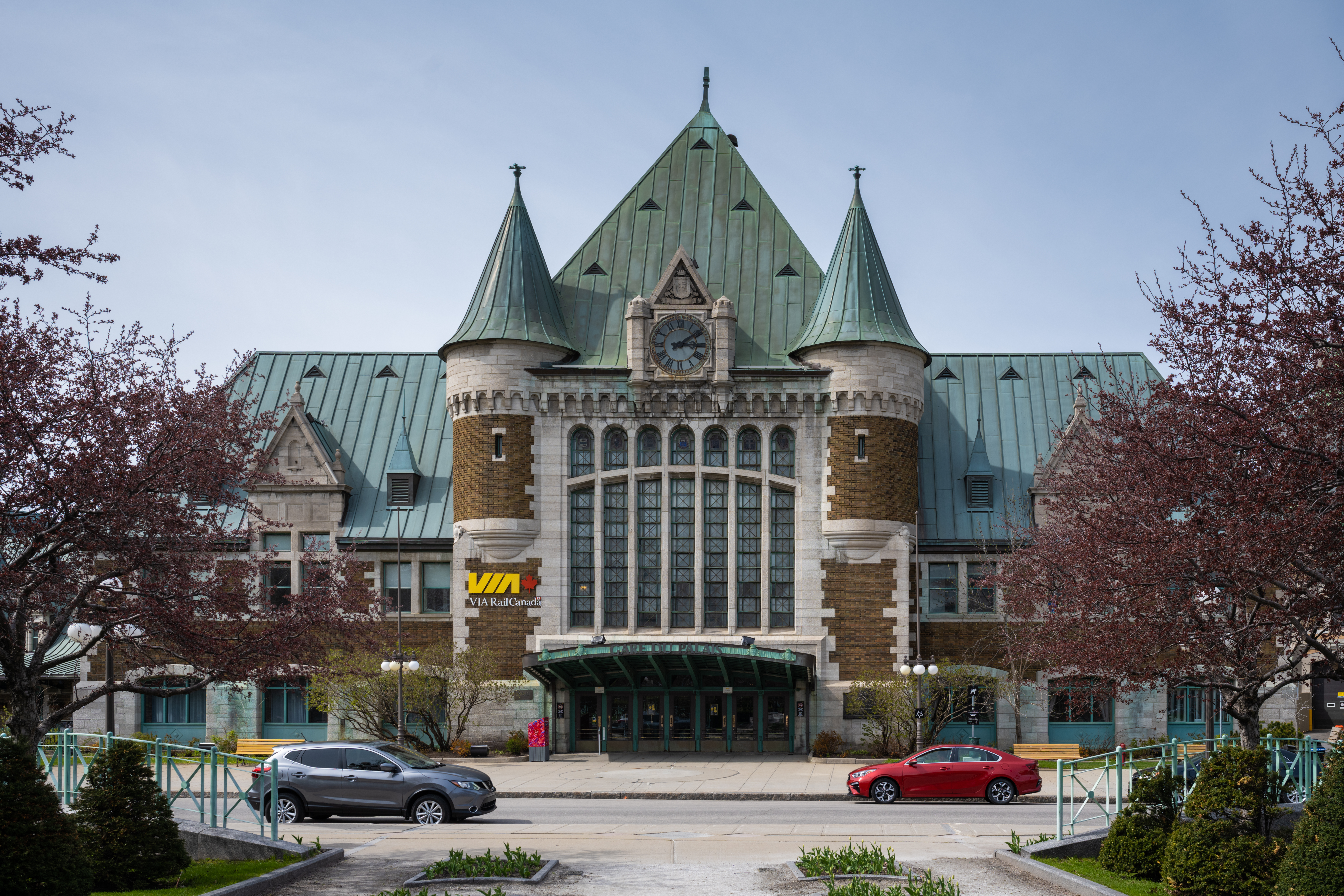
Gare du Palais, estación situada en el centro de la ciudad de Quebec.

La Red de Transporte de la Capital (Réseau de transport de la Capitale) es el organismo público responsable del transporte público de la región de Quebec. RTC opera la flota de autobuses urbanos de la ciudad y ha anunciado en repetidas ocasiones su intención de reinstaurar un sistema de tranvías, así quedaría descongestionada la red actual y atraerían a nuevos usuarios. El proyecto tiene un coste de novecientos millones de dólares canadienses, por lo que al tratarse de una actuación con un alto coste depende del gobierno central su aprobación o reprobación, ya que Quebec no posee esas competencias.
En lo que a ferrocarril se refiere, cabe destacar la estación de Palacio (Gare du Palais), que fue reabierta en 1985 después de haber permanecido cerrada desde 1976, y es la terminal oriental del importante corredor ferroviario Quebec-Windsor. La operadora ferroviaria es la misma en todo el país, VIA Rail. Además de servicios de tren, la estación cuenta con una terminal de autobuses interurbanos, que unen Quebec con las principales ciudades de la región.

### Aeropuerto
Quebec está conectada por aire mediante el Aeropuerto Internacional Jean-Lesage de Quebec (YQB), que se localiza en el distrito de Sainte-Foy. Las compañías que allí operan son Air Transat, Air Inuit, Air Canada, Canjet, Continental Airlines, Delta Air Lines, Porter Airlines, United Airlines, Sunwing Airlines, US Airways y WestJet, que ofrecen destinos internacionales —Estados Unidos (8), México (1), República Dominicana (3), Cuba (5), Jamaica (1), Panamá (1) y Francia (2)— y nacionales. En el año 2008, el aeropuerto registró un tráfico aéreo en torno al millón de pasajeros.

### Puerto
La ciudad cuenta con un gran puerto en la orilla del río San Lorenzo, que se extiende a lo largo de la costa de los distritos de La Cité-Limoilou, Beauport y Sainte-Foy-Sillery-Cap-Rouge. Desde 2002, el puerto recibe cada año la visita de cruceros de gran tamaño y hasta la fecha ha recibido más de 500 000 turistas, siendo el 2008 el año de más movimiento del puerto. En efecto, ese año el puerto recibió más de 100 000 turistas y manejó una carga de cerca de 27,2 millones de toneladas de mercancías.

## Organización administrativa

### Municipal
Entre 2007 y 2021 el alcalde fue Régis Labeaume. El principal partido de la oposición, Partido Renovador del municipio de Quebéc (en francés Renouveau municipal de Québec), habría sido derrotado en las elecciones del primero de noviembre de 2009, ningún candidato fue elegido. La oposición única estaría entonces formada solamente por dos diputados independientes, Yvon Bussières y Anne Guérette. El partido en el poder del alcalde, Équipe Labeaume, habría obtenido los otros 25 asientos en el Consejo Municipal. El partido joven Défi vert, habría conseguido también al menos un escaño en el Consejo Municipal. Al finalizar el año 2010, Jean Guilbault, diputado de Équipe Labeaume, habría dejado el partido para postularse de forma independiente. En las elecciones generales de Quebéc en septiembre de 2012, otros dos diputados, Patrick Paquet y Ginette Picard-Lavoie, se separaron del partido para postularse también como independientes. De la misma forma, ellos se critican duramente por haber trabajado en el equipo del alcalde Labeaume. El 3 de mayo de 2013, Marc Simoneau, diputado por el Équipe Labeaume y conocido comentarista deportivo, falleció debido a un cáncer de médula ósea.
En las elecciones del 3 de noviembre de 2013, el número de distritos pasaron de 27 a 21. Régis Labeaume es elegido con el 74% de los votos y su partido, Équipe Labeaume, habría conseguido 18 candidatos de 21. Démocratie Québec, un nuevo partido de oposición fundado en 2013, participaría en las elecciones. Su líder, David Lemelin habría sido derrotado como alcalde, opteniendo solamente el 24% de los votos y tres de sus candidatos fueron elegidos: Anne Guérette, Yvon Bussières y Paul Shoiry. El diputado de David Lemelin, Conrad Verret, fue derrotado, evitando de ese modo que el líder de Démocratie Québec accediera al Consejo Municipal.
Bruno Marchand es el alcalde de Quebec elegido como líder del partido «Québec forte et fière», asumiendo el puesto a partir del 14 de noviembre de 2021.

## Bienestar social

### Educación
Quebec cuenta con instituciones de enseñanza profesional, intermedia y universitaria que complementan a las escuelas de enseñanza primaria y secundaria obligatorias.

#### Profesional
A nivel de enseñanza profesional se destacan la École de cirque de Québec (Escuela circense de Quebec), y el Conservatoire de musique et d'art dramatique du Québec (gubernamental) - Conservatorio de música y arte dramático de Quebec.

#### Enseñanza intermedia
Quebec cuenta con:
- cuatro cégeps publics (colegios de enseñanza general y profesional): el Cégep Limoilou, el Cégep de Sainte-Foy, el Cégep Garneau, Collège régional Champlain St. Lawrence (de habla inglesa);
- dos cégeps públicos especialiazdos: el Centre d'enseignement et de recherche en foresterie inc. (CERFO o Centro de enseñanza y de investigación forestal) y la École nationale en divertissement interactif (escuela nacional de entretenimiento interactivo);
- un cégep privado general: el Collège Mérici;
- ocho cégeps privados especializados: el Collège Bart, el Collège O'Sullivan de Québec, el Collège CDI, el Collège Aviron, el Collège radio télévision de Québec (CRTQ), el Collège Multihexa, y el Collège d'enseignement en immobilier inc.

#### Enseñanza universitaria

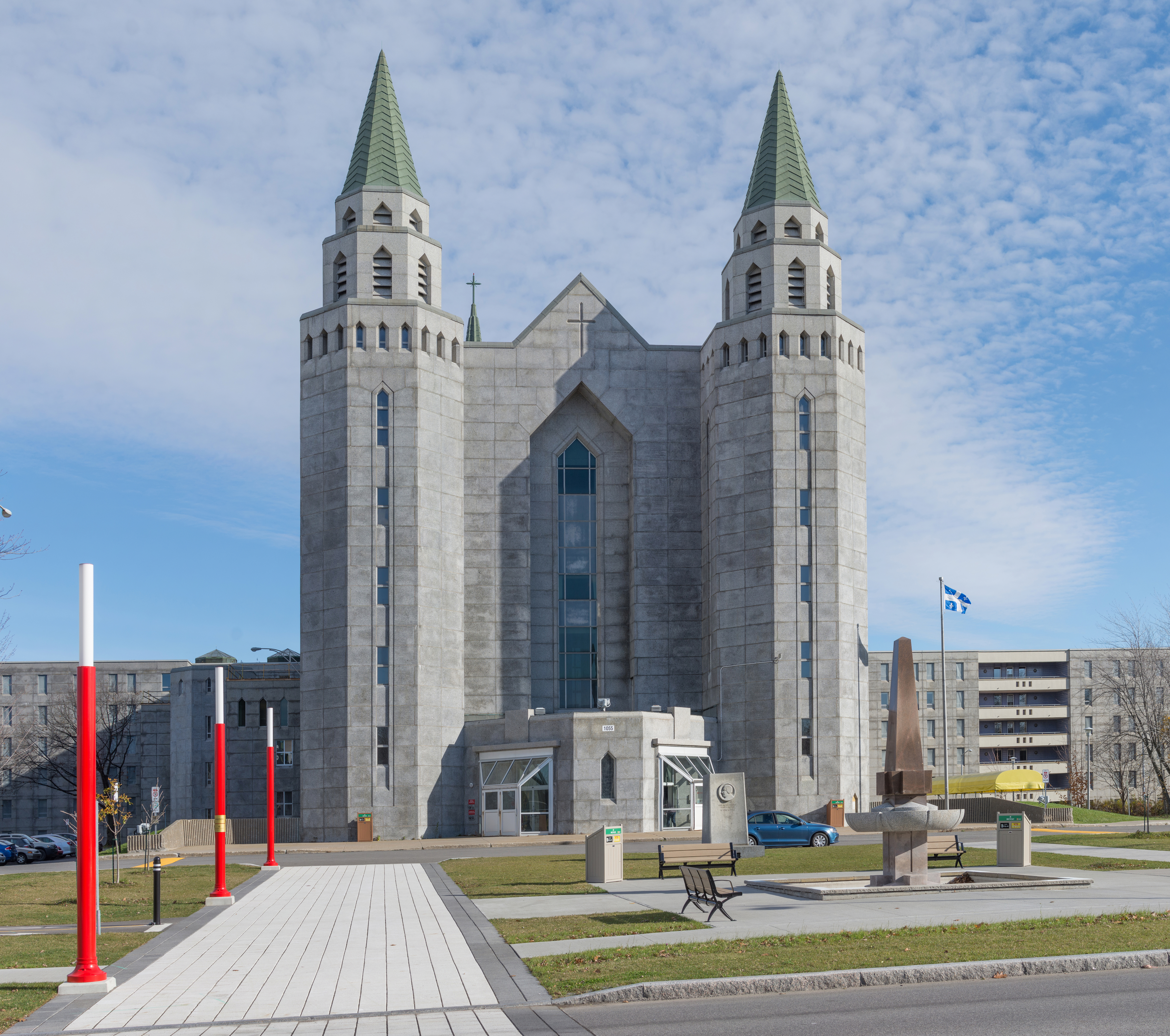
Université Laval, Pavillon Louis-Jacques-Casault

La universidad más importante de la ciudad es la Universidad Laval (Université Laval), conocida por ser la universidad francófona más antigua de América. En Quebec, además se encuentra la sede administrativa de la Universidad de Quebec (Universidad de Quebec).
Otras universidades
- École nationale d'administration publique (ÉNAP - Escuela Nacional de Administración Pública);
- Institut national de la recherche scientifique (INRS - Instituto Nacional de Investigación Científica);
- TÉLUQ o Télé-Université (universidad a distancia);

### Seguridad
La protección de la ciudad de Quebec corre a cargo del Servicio de Policía de la Ciudad de Quebec (Service de police de la Ville de Québec), que cuenta con cuatro comisarías repartidas por los distintos distritos en los que se divide en la ciudad. La lucha contra incendios corresponde al Servicio de protección contra los incendios de Quebec (Service de protection contre les incendies de Québec), fue creado en 1765 y cuenta con ocho estaciones en la ciudad, a las que hay que añadir otras nueve repartidas por la región. La ciudad cuenta con uno de los índices de criminalidad más bajos de Canadá. En el año 2007 no se cometió ningún asesinato en la ciudad, ya que el último anterior correspondía al 31 de diciembre de 2006. Para 2017 la ciudad llevaba cerca de dos años sin asesinatos; sin embargo, el 29 de enero hubo un tiroteo en un centro religioso islámico en el que murieron seis personas y resultaron heridas otras ocho.

## Deportes

### Eventos deportivos
- Campeonato del mundo Red Bull Crashed Ice; es una competición de patinaje extremo celebrada bienalmente.

- Gran Premio de Quebec; competición anual de ciclismo de ruta, parte del UCI WorldTour.

- Challenge Bell; llamado también Torneo de Quebec, es un torneo de tenis femenino que se desarrolla cada noviembre u octubre, donde compiten las 50 mejores tenistas femeninas del mundo.

- Transat Quebec Saint-Malo; competición de vela celebrada cada cuatro años, atravesando el río San Lorenzo y el Océano Atlántico, desde Quebec hasta Saint-Malo en Francia.

- Torneo internacional de Hockey Peewee Quebec; es el torneo más importante del mundo de hockey para los jugadores de edad comprendida entre 11 y 12 años.

Se ha buscado desde hace tiempo que la ciudad de Quebec tenga una franquicia en la Canadian Football League (CFL), pero para que sea posible se requiere que el equipo profesional de la provincia, los Montreal Alouettes, otorguen su permiso ya que ellos tienen la exclusividad en todo Quebec, otorgada por la CFL, para desarrollar el fútbol canadiense a nivel profesional en la región. Igualmente, no hay un escenario en la ciudad apto para la práctica profesional de este deporte y el que existe, el PEPS Stadium, no tiene el aforo exigido por la CFL (el estadio tiene capacidad para 12 000 espectadores, y la CFL exige un mínimo de 20.000). Sin embargo, es el escenario habitual para el equipo de la Universidad Laval, los Laval Rouge et Or.
En el pasado, Quebec tuvo equipos profesionales en la National Basketball League (Quebec Kebs, entre 2006 y 2012) y la National Hockey League (Quebec Nordiques, entre 1972 y 1995, cuando se trasladaron a Estados Unidos en Denver, conformando los Colorado Avalanche). En infraestructura tiene el Centre Videotron, una arena con capacidad de 18.000 espectadores para hockey sobre hielo y otras actividades deportivas, culturales y musicales.